# Anii 640
Secole: Secolul al VI-lea - Secolul al VII-lea - Secolul al VIII-lea
Decenii: Anii 590 Anii 600 Anii 610 Anii 620 Anii 630 - Anii 640 - Anii 650 Anii 660 Anii 670 Anii 680 Anii 690
Ani: 640 | 641 | 642 | 643 | 644 | 645 | 646 | 647 | 648 | 649